# Serpelice
Serpelice – wieś sołecka w Polsce położona nad Bugiem w województwie mazowieckim, w powiecie łosickim, w gminie Sarnaki.
| SIMC    | Nazwa        | Rodzaj    |
| ------- | ------------ | --------- |
| 0992183 | Za Stodołami | część wsi |

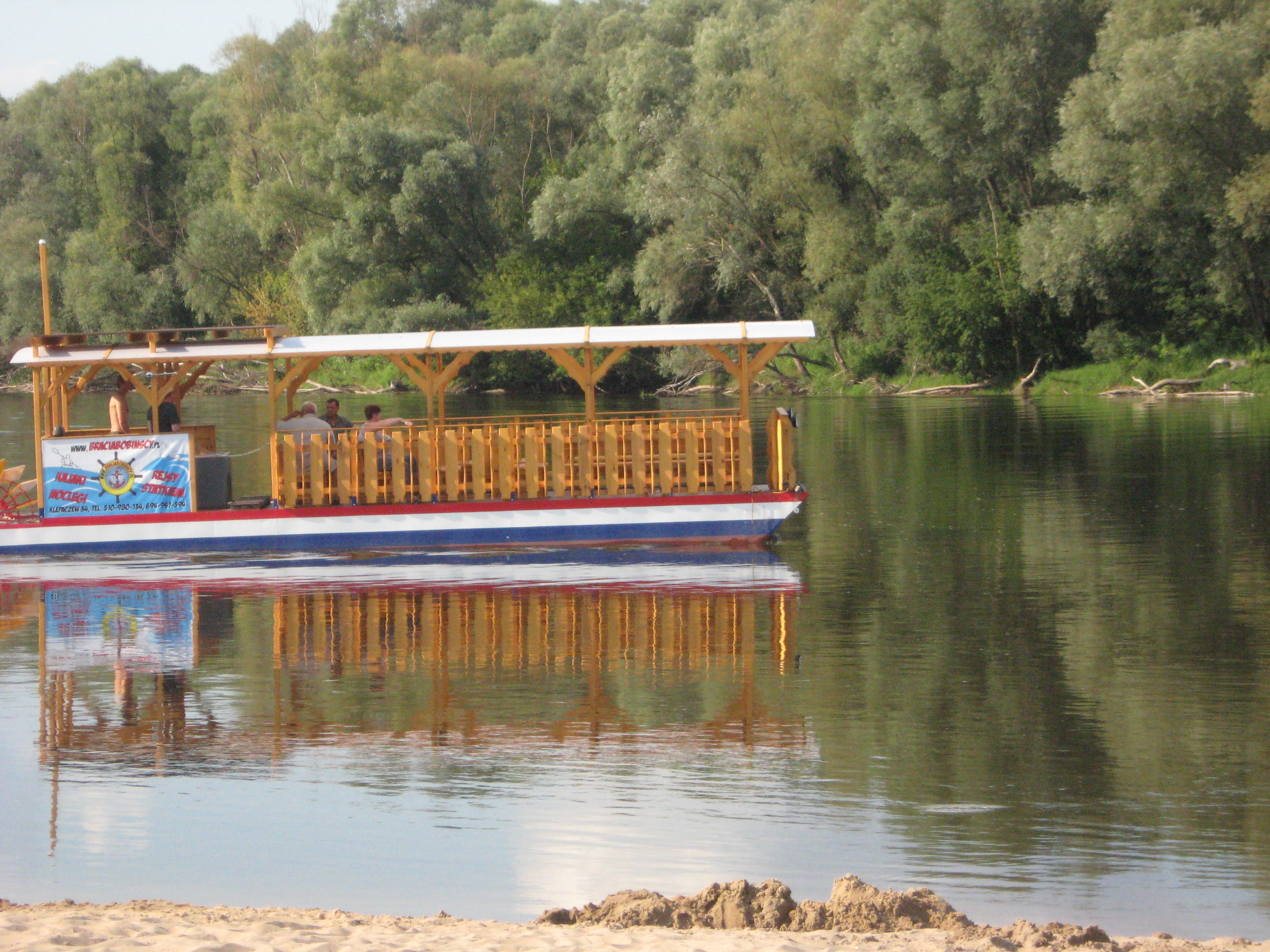
Statek wycieczkowy na Bugu

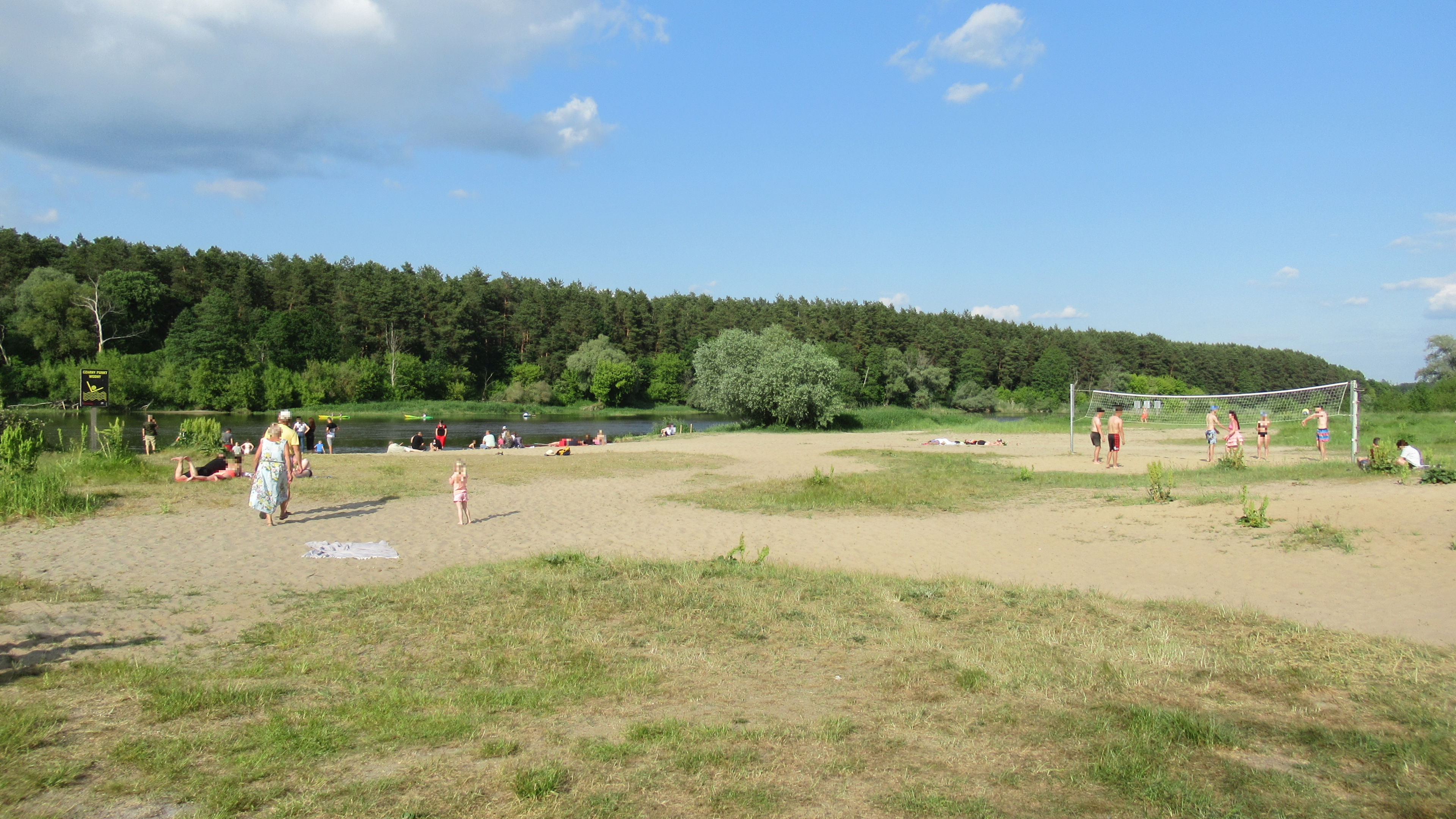
Plaża nad Bugiem

Wieś królewska w starostwie mielnickim w ziemi mielnickiej województwa podlaskiego w 1795 roku. W latach 1975–1998 miejscowość administracyjnie należała do województwa bialskopodlaskiego.
Lokalny ośrodek wypoczynkowy. Rozwinięta infrastruktura – miejsca noclegowe (stałe, w kempingach i kwaterach prywatnych), gastronomia, sklepy, możliwość wypożyczenia sprzętu pływającego, tereny wędkarskie, plaża, trasy spacerowe po zboczach doliny Bugu, okresowo park linowy. Popularne miejsce wypoczynku weekendowego dla mieszkańców okolicznych miast – Białej Podlaskiej, Łosic, Siemiatycz.
We wsi znajduje się kościół (drewniany z 1947 r.) pod wezwaniem Świętych Apostołów Piotra I Pawła i klasztor (zbudowany w latach 1955–1956) Braci Mniejszych Kapucynów oraz ośrodek rekolekcyjny Kalwaria Podlaska.
Znanymi osobistościami pochodzącymi z Serpelic są biskup Antoni Dydycz oraz prezes Polskiej Partii Piratów – Michał Dydycz.